# Kim Hyun-sung
Kim Hyun-sung est un footballeur sud-coréen né le 27 septembre 1989 à Suwon. Il est attaquant.

## Biographie
Kim Hyun-sung est formé au FC Séoul. Afin de gagner du temps de jeu, il est prêté en 2010 et 2011 au Daegu FC.
En 2012, Kim Hyun-sung est de nouveau prêté, cette fois-ci au club japonais du Shimizu S-Pulse. Avec ce club, il atteint la finale de la Coupe de la Ligue japonaise, finale perdue 2-1 face aux Kashima Antlers.
Kim Hyun-sung est par ailleurs médaillé de bronze aux Jeux olympiques d'été de 2012 à Londres.

## Palmarès
- Champion de Corée du Sud en 2012 avec le FC Séoul
- Finaliste de la Coupe de la Ligue japonaise en 2012 avec le Shimizu S-Pulse